# سزر بادور
سزر بادور (انگلیسی: Sezer Badur؛ زادهٔ ۲۰ ژوئن ۱۹۸۴) بازیکن فوتبال اهل ترکیه است.
از باشگاه‌هایی که در آن بازی کرده‌است می‌توان به باشگاه فوتبال ترابزون‌اسپور، باشگاه فوتبال غازی عینتاب‌اسپور، باشگاه فوتبال مانیسااسپور، باشگاه فوتبال سیواس‌اسپور، باشگاه فوتبال شانلی‌اورفا اسپور، باشگاه فوتبال آنتالیااسپور، و باشگاه فوتبال الازیغ‌اسپور اشاره کرد.